# Chiesa di San Martino (Ne)
La chiesa di San Martino è un luogo di culto cattolico situato nella frazione di Caminata, in via Caminata, nel comune di Ne nella città metropolitana di Genova. La chiesa è sede della parrocchia di San Martino e Santa Reparata del vicariato di Sturla e Graveglia della diocesi di Chiavari.

## Storia

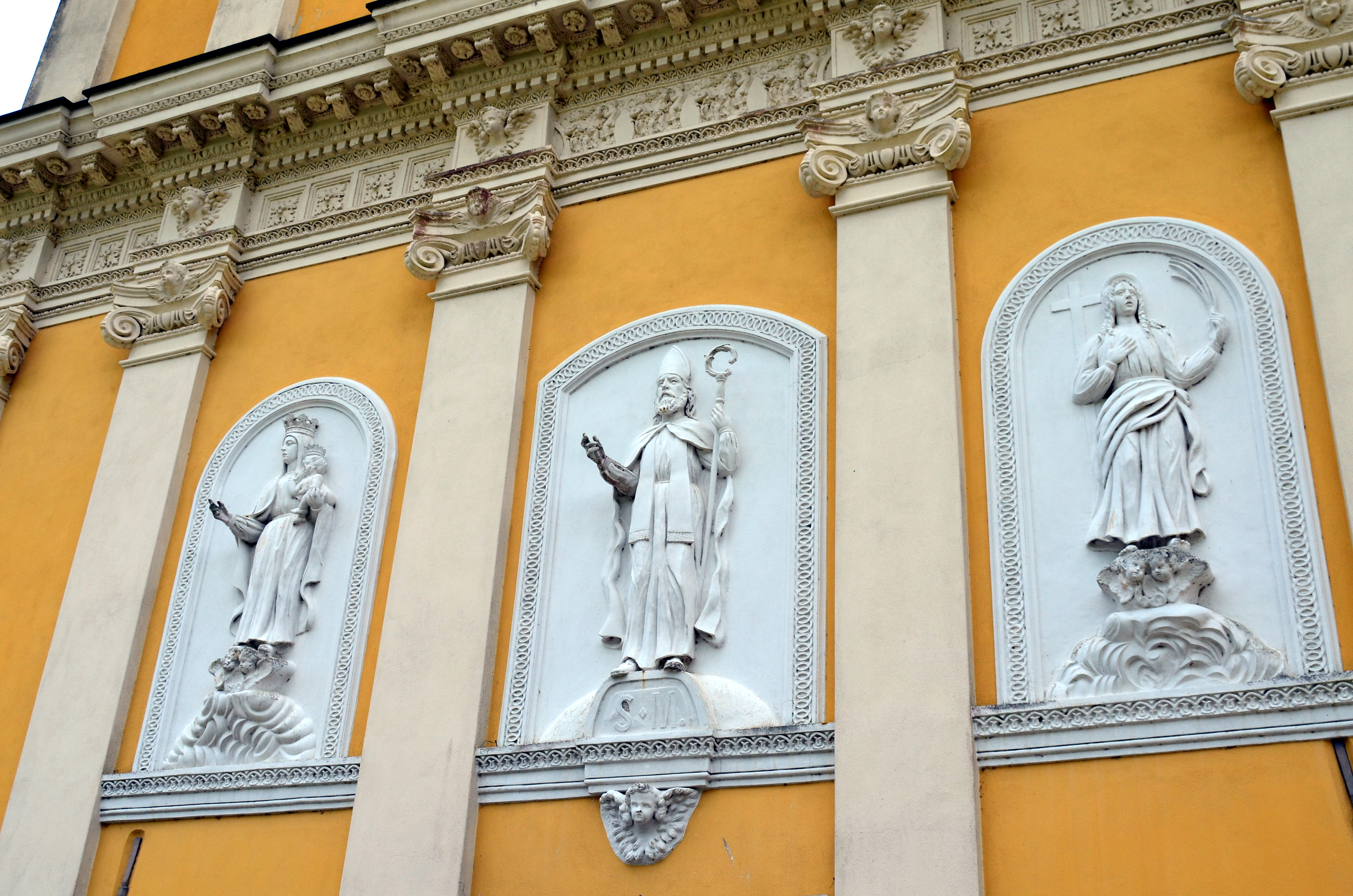
Particolare della facciata

L'edificio è stato edificato sul poggio Canevella, alla sinistra del torrente Graveglia, lungo il confine parrocchiale delle antiche comunità religiose di San Martino di Adreveno e di Santa Reparata di Tolcedo. Fino al XVII secolo autonome e distinte da tale epoca, per la ristrettezza delle popolazioni, si decise l'edificazione di un'unica chiesa parrocchiale, a equa distanza da ambedue località neesi.
Intorno al 1611, dopo l'autorizzazione dell'arcivescovo e dopo uno stanziamento di 400 lire dall'Uffizio delle chiese povere, si diede pertanto il via all'opera di costruzione che terminò, nella sua prima fase, il 12 ottobre 1612 con la benedizione e consacrazione della nuova chiesa parrocchiale di San Martino e Santa Reparata. I lavori, in realtà, proseguirono oltre quella data (anche grazie alle elargizioni del signor Domenico Garibaldo) e solo nel 1626 l'opera poté considerarsi completamente conclusa.
Le due chiese preesistenti di Adreveno e di Tolcedo subirono, come da decreto emanato per l'unione e creazione della nuova comunità di Caminata, una totale demolizione anche se insistono ancora oggi tracce dei ruderi delle antiche chiese.
Prevostura dal 1937, anche la comunità di Caminata passò nel 1959 alla diocesi di Chiavari dalla precedente diocesi di Brugnato.

## Descrizione
Internamente la chiesa di Caminata si presenta ad unica navata e con cinque altari in marmo. Da destra il primo è intitolato a san Francesco d'Assisi e il secondo a Nostra Signora del Carmine con la presenza dell'omonima statua lignea; a sinistra il primo è dedicato a santa Reparata e il secondo al Sacro Cuore di Gesù. L'altare maggiore proviene dalla soppressa chiesa di San Francesco d'Assisi di Chiavari.
In marmo sono il battistero, la balaustra, il pulpito e il pavimento; in noce è il coro. L'organo è stato costruito dalla Ditta Paoli. Attiguo al presbiterio è la sagrestia dove sono conservati gli arredi e oggetti delle chiese di Tolcedo e Adreveno. Le quattro campane della torre campanaria sono state fuse dalle fonderie Picasso e Boero.